# Harrisia nashii
Harrisia nashii är en kaktusväxtart som beskrevs av Nathaniel Lord Britton. Harrisia nashii ingår i släktet Harrisia och familjen kaktusväxter. Inga underarter finns listade i Catalogue of Life.